# Champigny-le-Sec

Champigny-le-Sec este o comună în departamentul Vienne, Franța. În 2009 avea o populație de 1,075 de locuitori.